# (647) Adelgunde
Adelgunde és l'asteroide número 647. Pertany a les regions interiors del cinturó principal. Va ser descobert per l'astrònom August Kopff des de l'observatori de Heidelberg (Alemanya), l'11 de setembre de 1907.